# Маріон Вудман
Меріон Вудман (англ. Marion Woodman;  нар. 15 серпня 1928 Лондон, Онтаріо, Канада — пом.9 липня 1918 Лондон, Онтаріо, Канада) — канадська письменниця, лідерка жіночого руху, юнгіанський психоаналітик з практикою в Торонто. Одна з найбільш читаних авторок у галузі психології фемінності з фокусом на психосоматиці. Також Меріон — міжнародна лекторка та поетка. Її колекція аудіо- так відеолекцій, кореспонденції та рукописів розміщена в Pacifica Graduate Institute OPUS Archives and Research Center (Санта-Барбара, Каліфорнія). В списку її літературної співпраці — Томас Мур, Джилл Меллік, Роберт Блай.

## Біографія
Пройшла навчання в Інституті Юнга в Цюриху, Швейцарія.
7 листопада 1993 року у Меріон виявили рак матки. Наступні два роки лікування вона вела щоденник, котрий пізніше був опублікований під назвою «Тіло: помирання в життя» (Bone: Dying into Life).
Вудман увійшла в 2012 році в список 100 найбільш духовно впливових нині живучих людей (100 Most Spiritually Influential Living People) журналу Mind Body Spirit.
Брат Меріон — канадський актор Брюс Боа. Чоловік — Росс Вудман — професор-емерит англійської мови в Університеті Західного Онтаріо. Він автор The Apocalyptic Vision in the Poetry of Shelley, а також Sanity, Madness, Transformation: The Psyche in Romanticism. Росс Вудман помер у їхньому будинку в Лондоні, Онтаріо 20 березня 2014.

## Фільмографія
За участю Маріон Вудман знято дві документальні стрічки:
- Dancing in the flames (1990) (IMDB) — фільм-інтерв"ю з Вудман про архетипічний образ Чорної Мадонни.
- Women of Tibet: Gyalyum Chemo — The Great Mother (2006) (IMDB)